# Floresta (Coronel Fabriciano)
El Floresta es un barrio brasileño del municipio de Coronel Fabriciano, en el interior del estado de Minas Gerais. Está situado en el distrito Senador Melo Viana, Sector 6. Según el Instituto Brasileiro de Geografia e Estatística (IBGE), su población en 2010 fue de 2.820 habitantes, abarcando un área de 0,4 km².
Fue creado con la construcción de un complejo de viviendas por el Instituto de Orientação às Cooperativas Habitacionais (Inocoop) en 1983. Debido a la influencia del crecimiento demográfico observado en las regiones alrededor, se convirtió en un importante centro comercial fuera del centro de la ciudad, con una considerable presencia de panaderías, farmacias, carnicerías y tiendas de ropa.

## Imagens

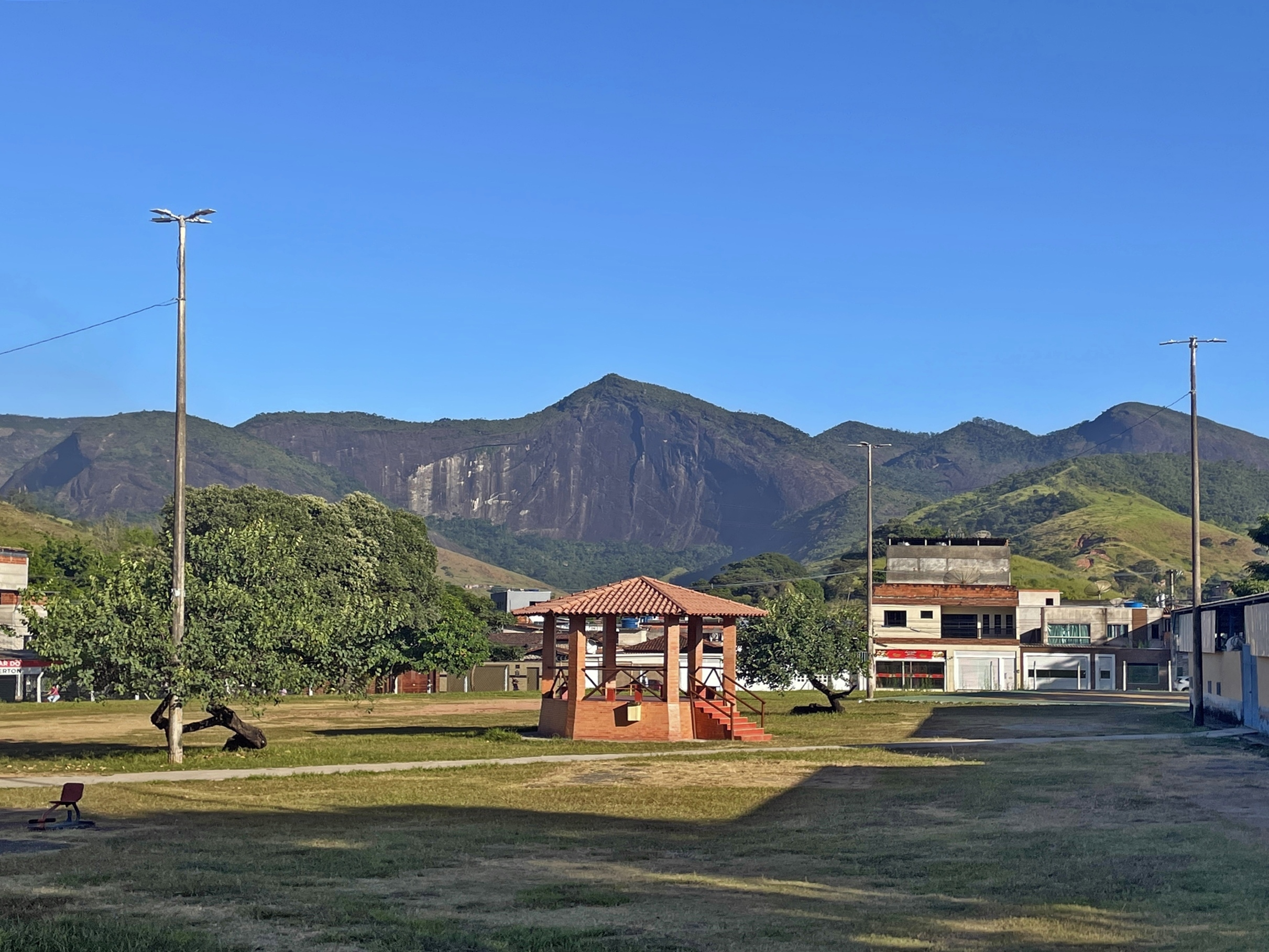
Centro Social Urbano
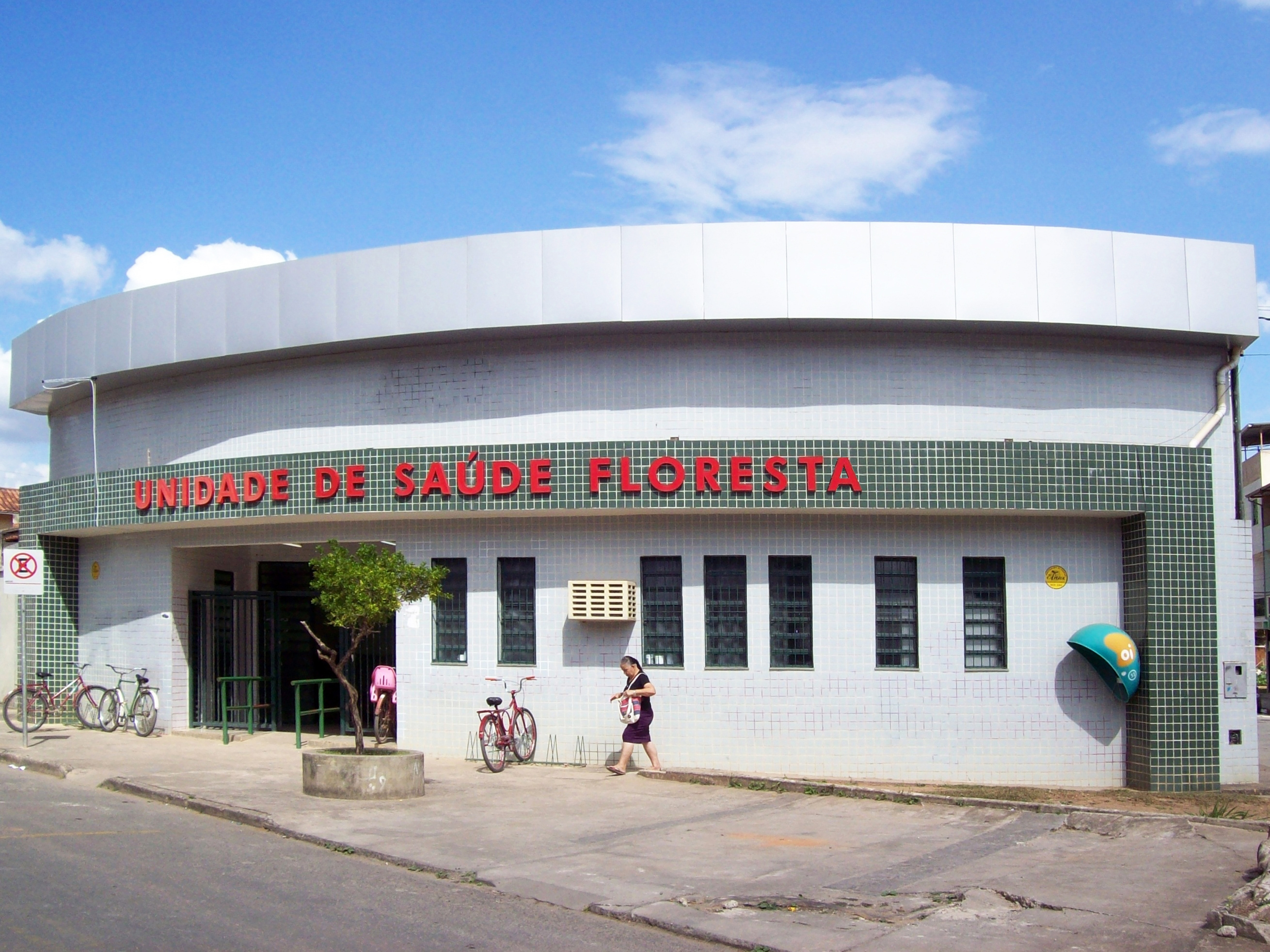
Centro de salud del Floresta, inaugurado el 23 de octubre de 2003.
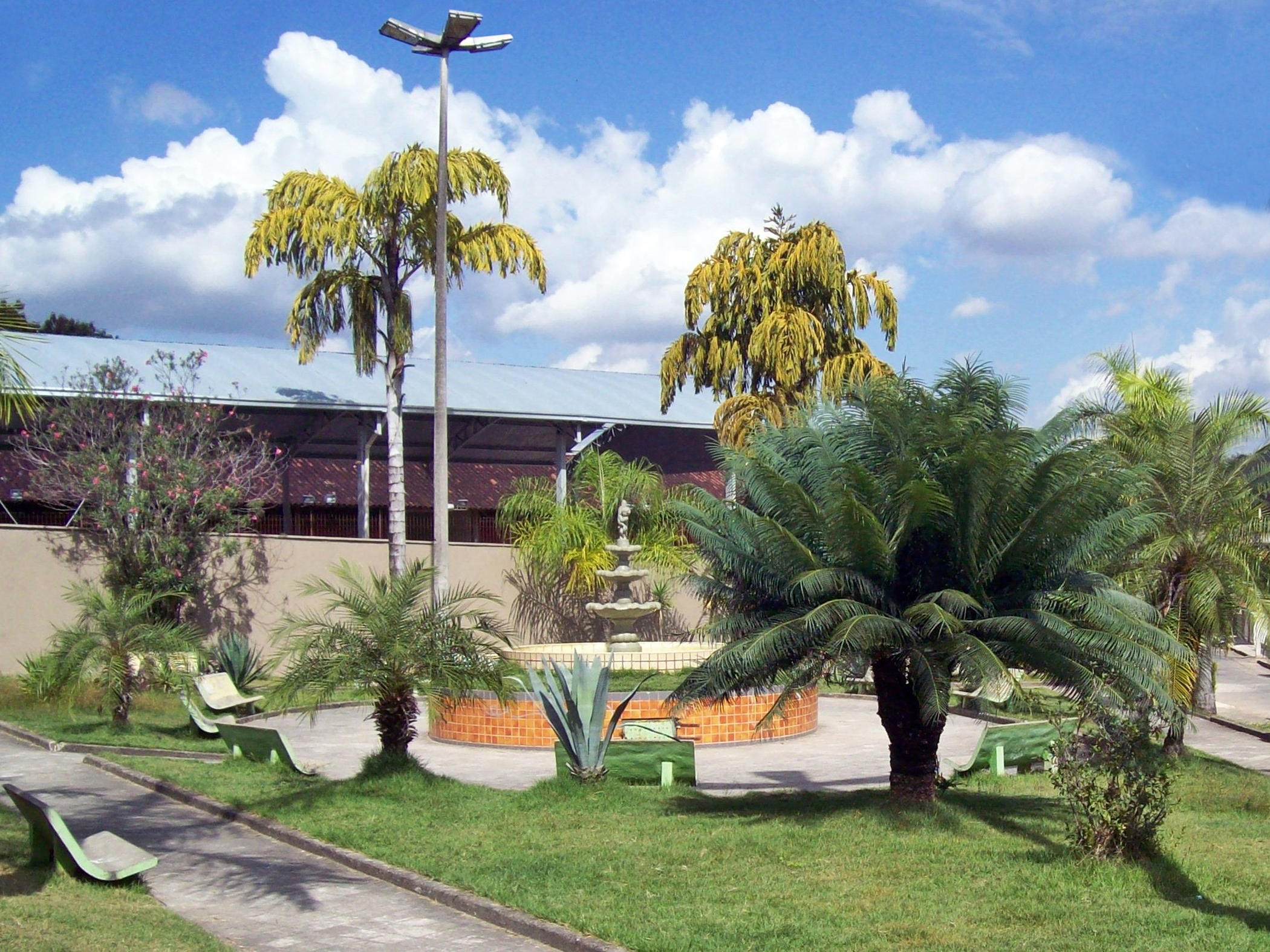
Plaza Jardim das Palmeiras
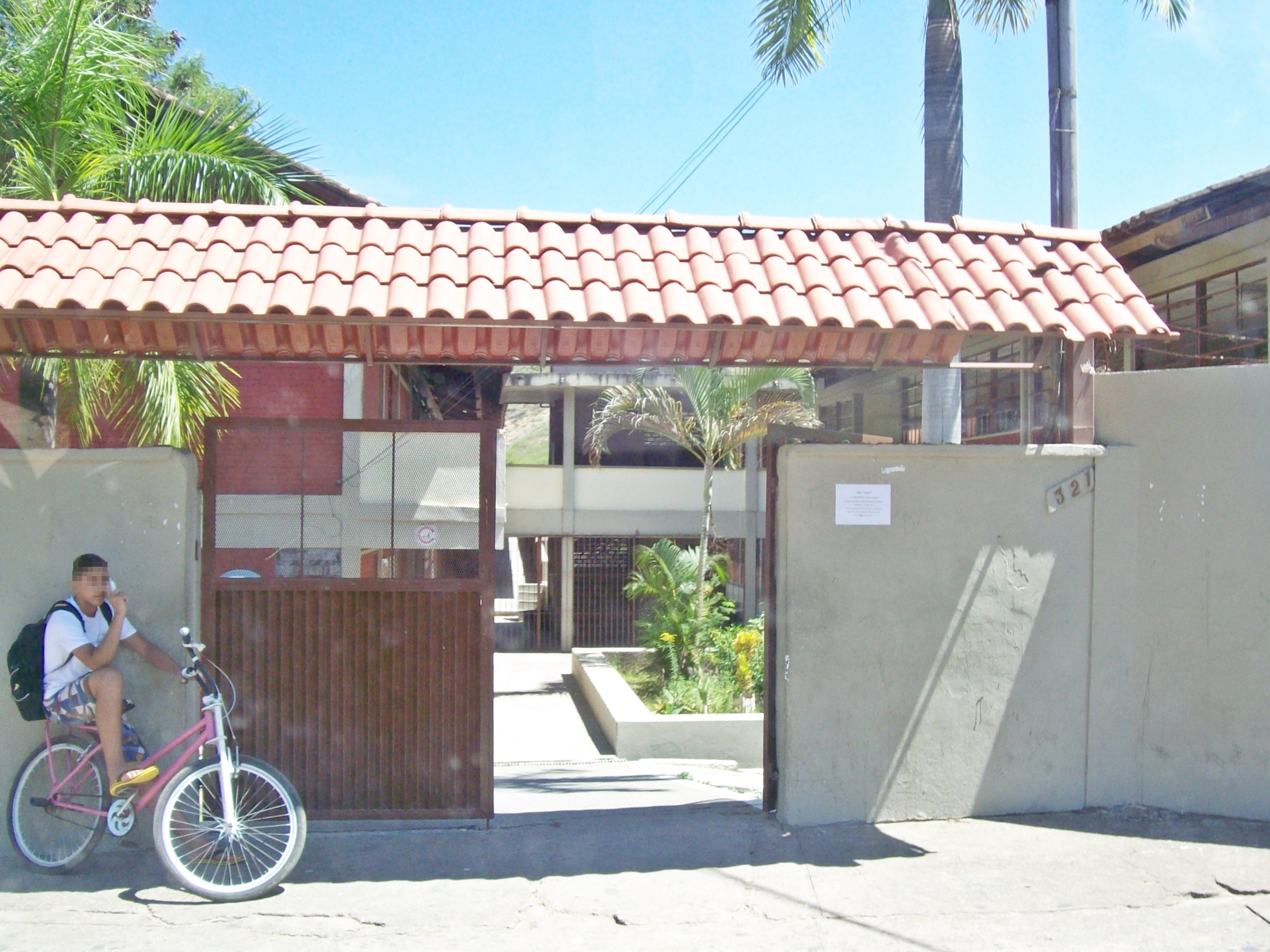
Escola Estadual Dr. Perlingeiro de Abreu.
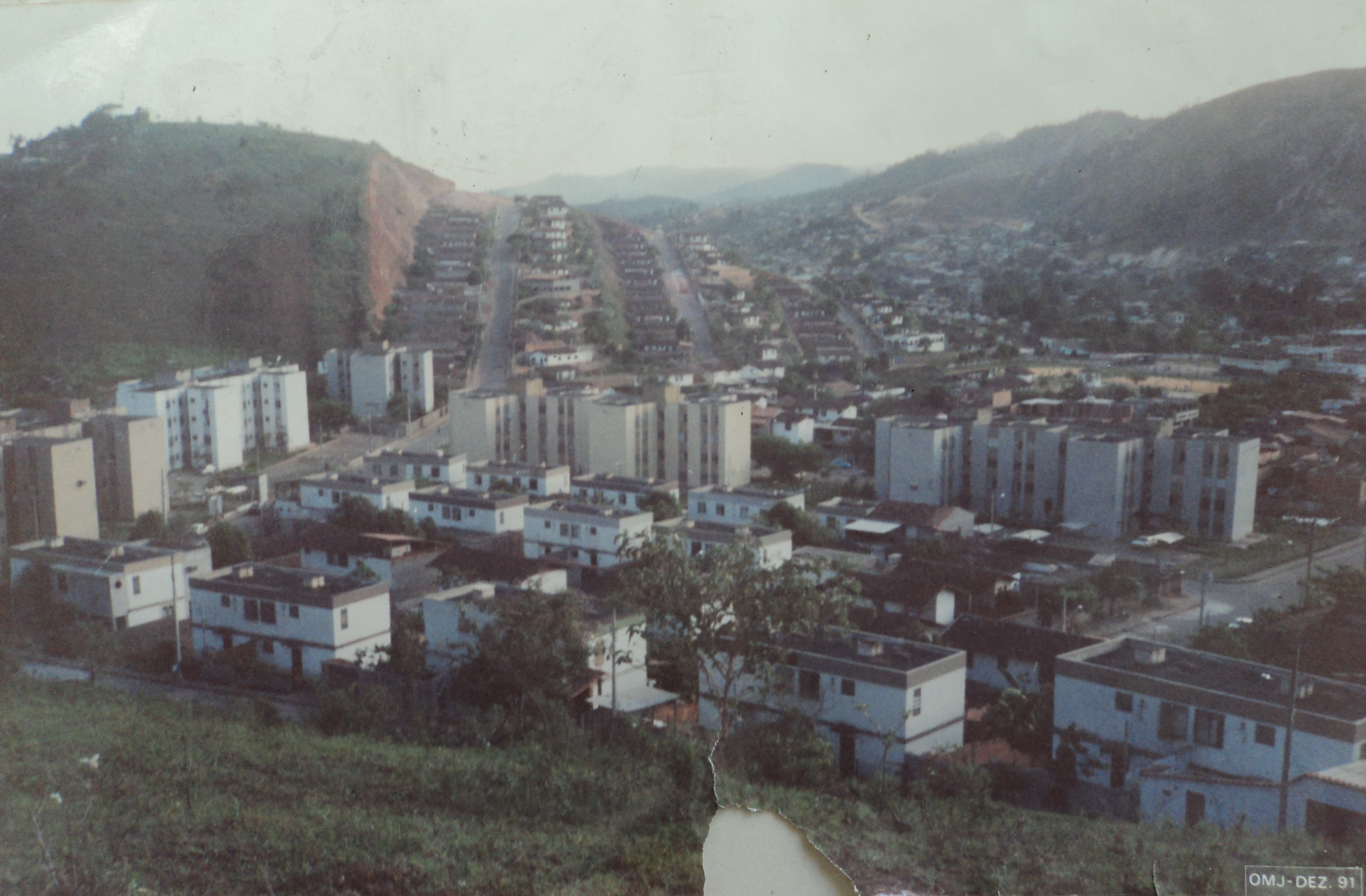
Barrio Floresta en 1991
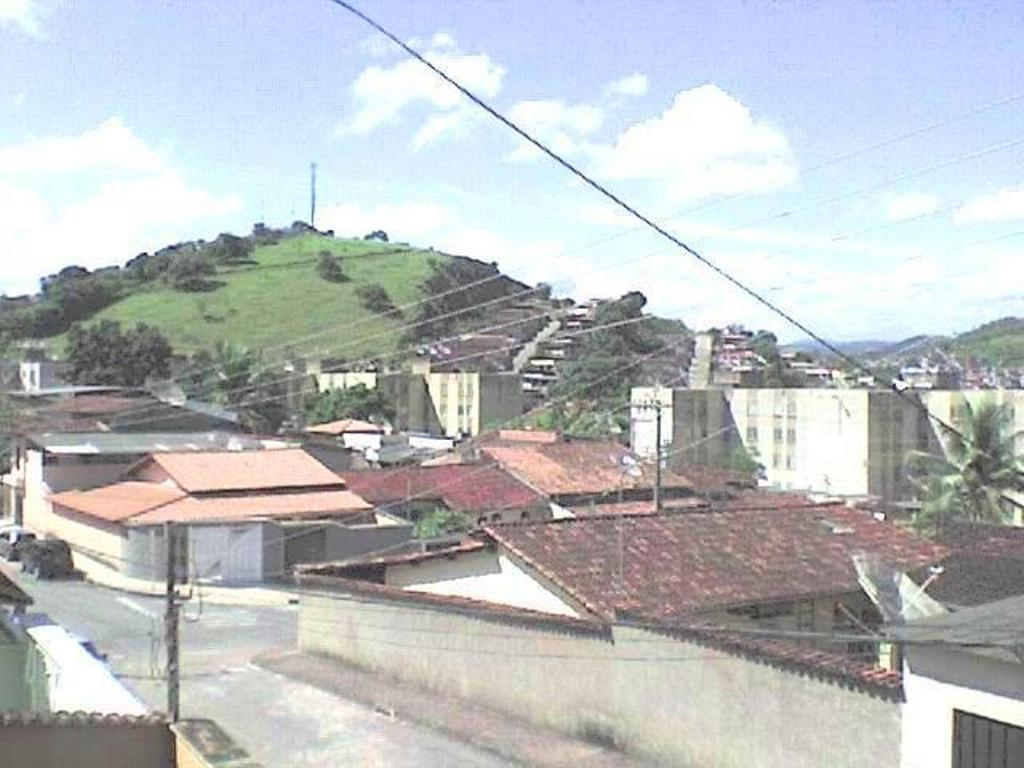
Vista del barrio desde el porche de una residencia